# 添田隆昭
添田 隆昭（そえだ りゅうしょう 1947年 - ）は、日本の高野山真言宗の僧（同派元宗務総長）、高野山大学教授・学長・理事長。母は日本宿坊ビジネスの元祖添田清美。

## 経歴

### 学歴
和歌山大学学芸学部附属中学校卒業、大阪府立北野高等学校卒業、京都大学文学部卒業、高野山大学大学院博士課程単位取得退学。

### 僧侶
1961年蓮華定院で剃髪、度牒。1987年蓮華定院住職に就任。2007年権大僧正に補任。
2013年6月25日に金剛峯寺で宗務総長であった庄野光昭の後任を決める選挙会が行われ、添田隆昭が選ばれた。任期は7月5日から4年間。2017年には宗務総長に再任され、2021年まで務める。

### 教育
高野山大学教授。高野山高等学校校長、学校法人高野山学園理事長を歴任。2021年4月1日より高野山大学学長を務める。

## 著書
- 大師はいまだおわしますか ISBN 978-4875270546